# Harlesden (stanice metra v Londýně)
Harlesden je stanice metra v Londýně, otevřená 15. června 1912. Roku 1922 probíhala modernizace stanice. Autobusové spojení zajišťují linky: 187, 206, 224, 226, 228, 260 a 487. Stanice se nachází v přepravní zóně 3 a leží na lince:
- Bakerloo Line mezi stanice Willesden Junction a Stonebridge Park.
- Overground

| Rok  | Počet cestujících |
| ---- | ----------------- |
| 2011 | 2,28 mil          |
| 2012 | 2,43 mil          |
| 2013 | 2,60 mil          |
| 2014 | 2,77 mil          |